# Kruik (verpakking)

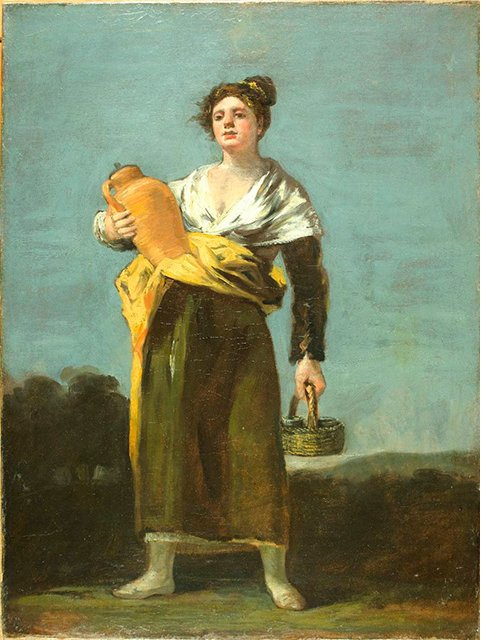
La aguadora (de waterdraagster), Francisco de Goya, Spanje, 1808-1812

Een kruik is een uit aardewerk, hout of metaal vervaardigde verpakking voor vloeistoffen, met een vernauwing aan de bovenzijde, die meestal kan worden afgesloten met een kurk of een stop van ander materiaal. De kruik is de afgelopen eeuwen onder invloed van de verbeteringen in het productieproces van glas en plastic langzaam verdrongen door de minder breekbare fles.
In het oude Griekenland was de amfora, een grote kruik van aardewerk, het belangrijkste opslag- en vervoersmedium voor vloeistoffen als olie en wijn, maar ook voor graan.
Kruiken zijn vaak geglazuurd om verdamping van de inhoud te voorkomen.
Tegenwoordig worden nog maar weinig artikelen in kruiken verpakt. Alleen alcoholische dranken worden soms nog in kruiken verkocht, alhoewel ook hier de fles gebruikelijker is.
Sommige kruiken kunnen ook dienen als muziekinstrument. Dit kan door erin te blazen en/of zingen, zoals gebruikelijk in jugbands.

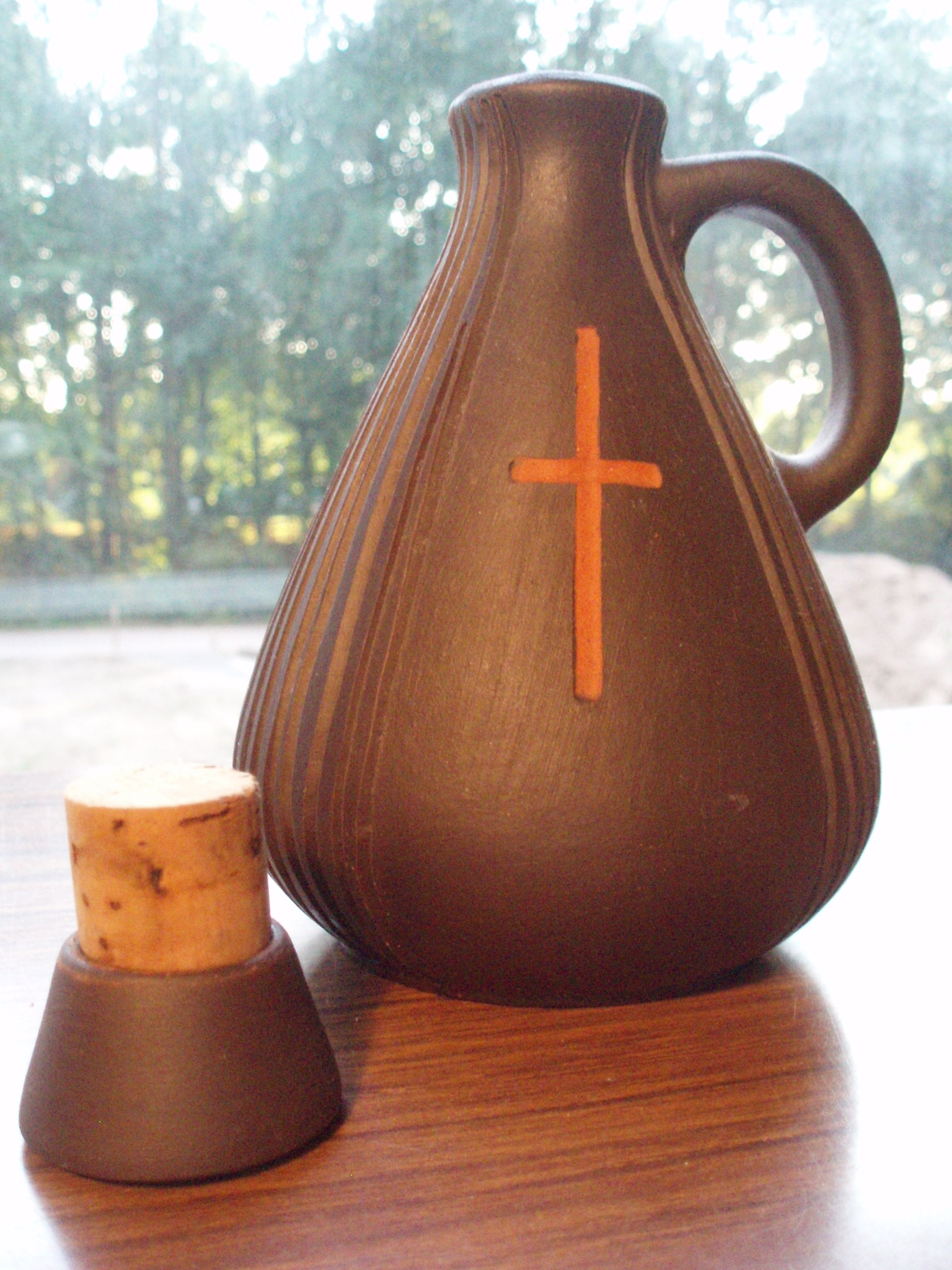
Aardewerken kruikje bedoeld om wijwater mee naar huis te nemen en te bewaren. Het kruikje kan gesloten worden met een kurken dop
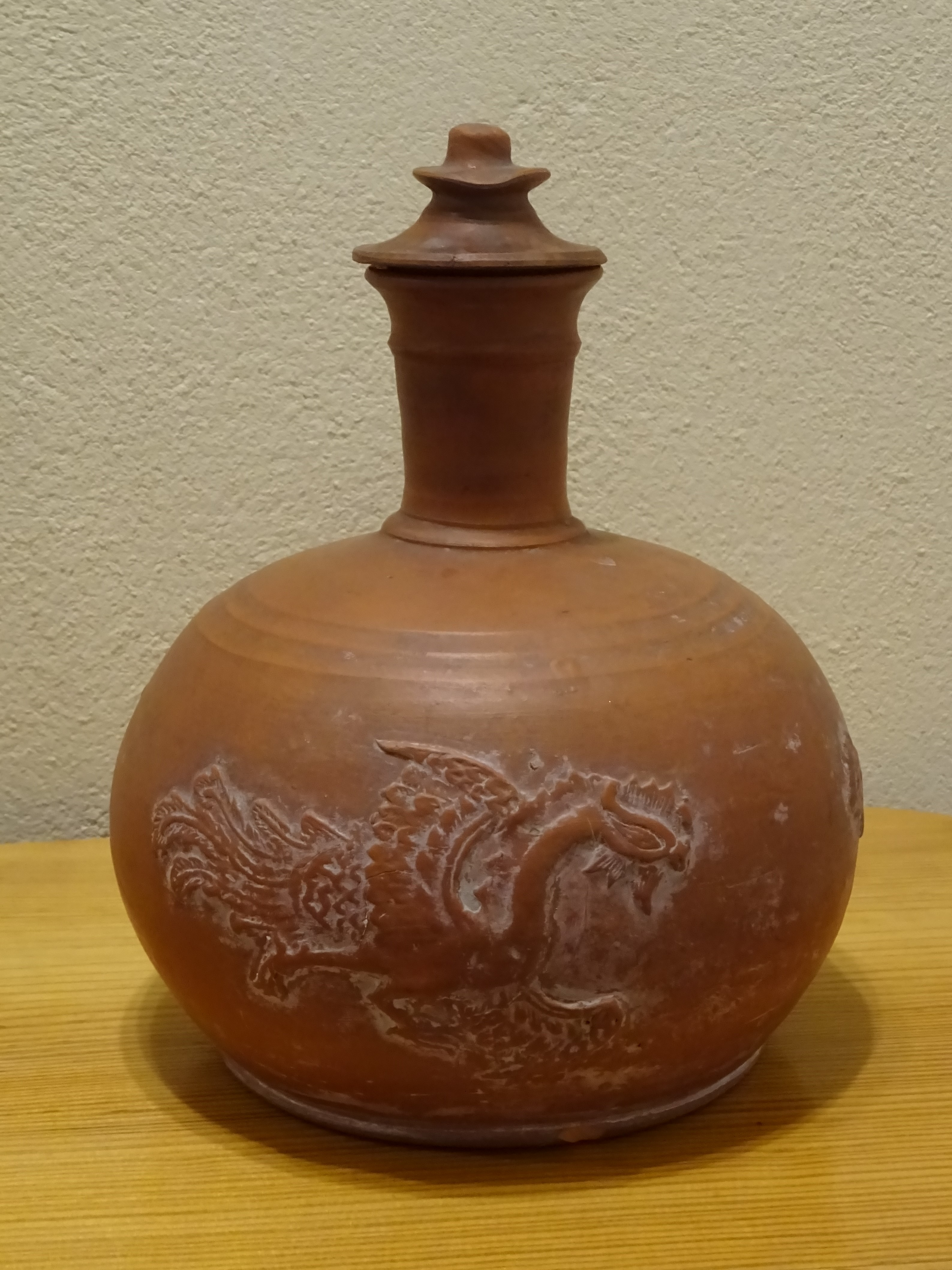
Kendi waterkruik uit Nederlands Indië (waarschijnlijk van Chinese herkomst). Doordat hij poreus is, blijft het water koel als gevolg van de verdamping
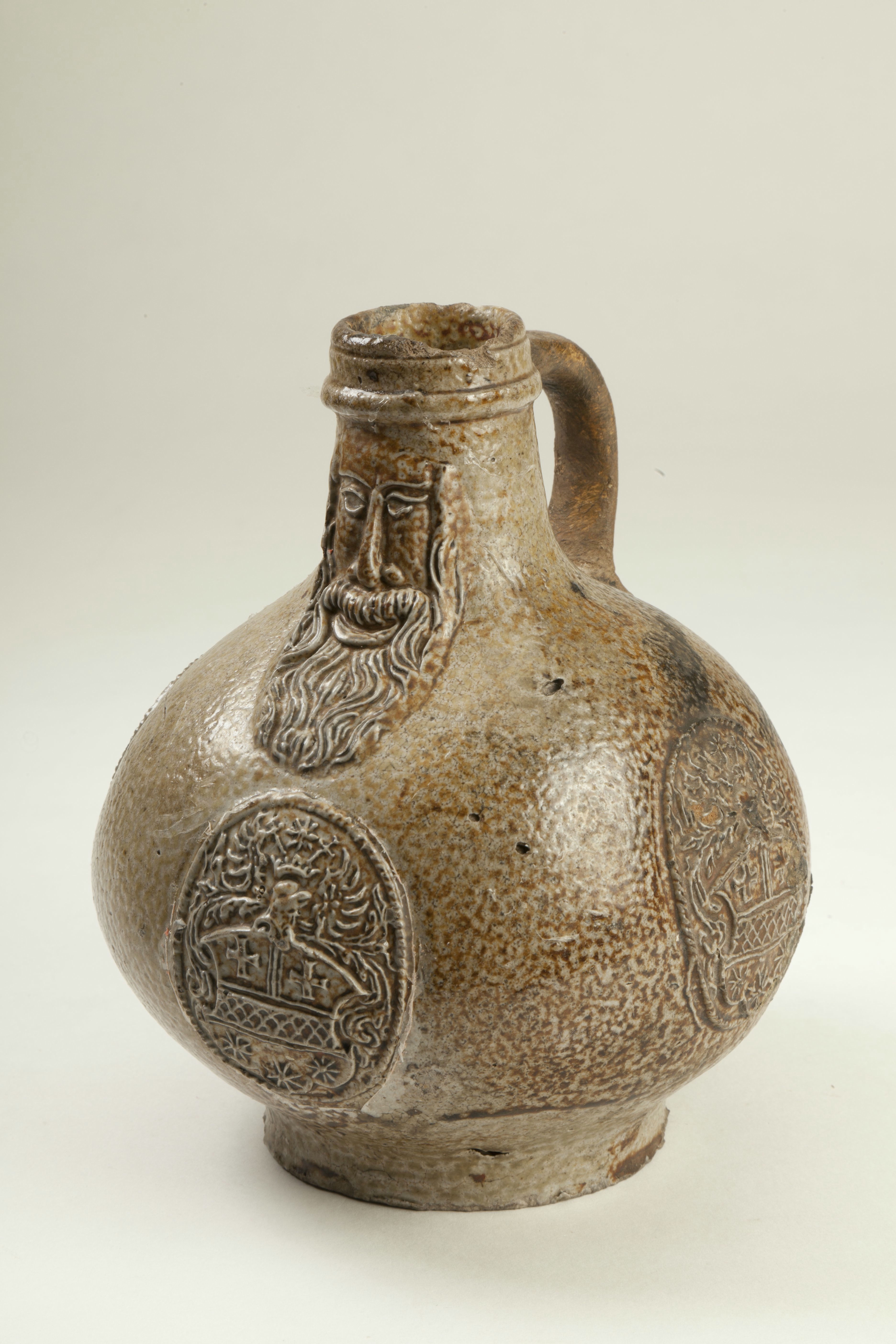
Baardmankruik